# Kostel Nejsvětější Trojice (Ledeč nad Sázavou)
Filiální kostel Nejsvětější Trojice v Ledči nad Sázavou je kostel postavený v roce 1585 se svolením tehdejšího majitele ledečského panství Jaroslava Trčky z Lípy. Stavba je renesanční, jednolodní obdélník s pětibokým presbytářem a věží při jižní straně lodi.

## Historie
Kostel Nejsvětější Trojice byl postaven v roce 1585 pro výkon protestantské bohoslužby.
Od roku 1958 je kostel památkově chráněn.